# Acht demokratische Parteien und Gruppen
Mit den Acht demokratischen Parteien und Gruppen (chinesisch 八个民主党派, Pinyin bā gè mínzhǔ dǎngpài) werden Blockparteien bezeichnet, die in der Volksrepublik China  neben der führenden Kommunistischen Partei (KP) zugelassen sind, während alle anderen politischen Parteien verboten sind.
Abweichungen gibt es lediglich in Hongkong und Macau, deren Status unter dem Slogan Ein Land, zwei Systeme eine Parteienvielfalt duldet.
Sie sind in der Präambel zur Verfassung der Volksrepublik China, welche ein faktisches Einparteiensystem unter der KP vorschreibt, erwähnt. Dies wurde durch einen Zusatz im Jahr 2018 bekräftigt: „Das von der Kommunistischen Partei Chinas geführte System der parteiübergreifenden Zusammenarbeit und politischen Konsultation wird noch lange bestehen und sich weiterentwickeln“.

## Die einzelnen Parteien
| Deutscher Name | Deutscher Name                                       | Chinesischer Name    | Gründungsdatum    | Gründungsort                    | Mitglieder | Derzeitiger Vorsitzender  | Offizielle Website    |
| -------------- | ---------------------------------------------------- | -------------------- | ----------------- | ------------------------------- | ---------- | ------------------------- | --------------------- |
|                | Revolutionäres Komitee der Kuomintang                | 中国国民党革命委员会 | 1. Januar 1948    | Hongkong                        | 127.930    | Wan Exiang kim yong       | www.minge.gov.cn      |
|                | Demokratische Liga Chinas                            | 中国民主同盟         | 19. März 1941     | Chongqing, China                | 282.000    | Ding Zhongli wa sing sung | www.dem-league.org.cn |
|                | Demokratische Staatsaufbaugesellschaft Chinas        | 中国民主建国会       | 16. Dezember 1945 | Chongqing, China                | 170.000    | Hao Mingjin               | www.cdnca.org.cn      |
|                | Chinesische Vereinigung zur Förderung der Demokratie | 中国民主促进会       | 30. Dezember 1945 | Shanghai, China                 | 156.808    | Cai Dafeng                | www.mj.org.cn         |
|                | Demokratische Partei der Bauern und Arbeiter Chinas  | 中国农工民主党       | 9. August 1930    | Shanghai, China                 | 145.000    | Chen Zhu                  | www.ngd.org.cn        |
|                | Zhi-Gong-Partei Chinas                               | 中国致公党（致公党） | 10. Oktober 1925  | Los Angeles, Vereinigte Staaten | 48.000     | Wan Gang                  | www.zg.org.cn         |
|                | Gesellschaft des 3. September                        | 九三学社             | 3. September 1945 | Chongqing, China                | 183.710    | Wu Weihua                 | www.93.gov.cn         |
|                | Demokratische Selbstbestimmungsliga Taiwans          | 台湾民主自治同盟     | 12. November 1947 | Hongkong                        | 3.000      | Su Hui                    | www.taimeng.org.cn    |

## Geschichte
Alle „Acht demokratischen Parteien und Gruppen“ entstanden in der Zeit der Republik China. Während sich die Kommunistische Partei Chinas in Konflikt zur Regierungspartei Kuomintang befand, bekannten sich die Demokratische Liga Chinas, die Demokratische Partei der Bauern und Arbeiter Chinas, die Zhi-Gong-Partei Chinas und der linke Flügel der Kuomintang, später „Revolutionäres Komitee der Kuomintang“, zunächst zu einer Politik des dritten Wegs. Die fortschreitende Polarisierung zwischen beiden Gegnern, gepaart mit einer Infiltration der Kleinparteien, führte zu einer Annäherung an die Kommunisten. KP-Funktionäre übernahmen sogar Vorstandsämter jener Organisationen. Hinzu kamen Gründungen neuer Parteien und Gruppen unter Federführung des KP-Spitzenpolitikers Zhou Enlai wie die Demokratische Staatsaufbaugesellschaft Chinas, die Chinesische Vereinigung zur Förderung der Demokratie, die Gesellschaft des 3. September und die Demokratische Selbstbestimmungsliga Taiwans. Mit dem Ausbruch des Bürgerkrieges im Jahr 1946 waren die Gruppierungen Bundesgenossen der Kommunistischen Partei Chinas und wurden von der Zentralregierung der Republik China verboten. Gegen Ende des Bürgerkrieges bereiteten sie mit dem KP-Vorsitzenden Mao Zedong die Gründung der Volksrepublik China vor. Nachdem der neue Staat von Mao ausgerufen worden war, erhielten etliche Funktionäre der „Acht demokratischen Parteien und Gruppen“ hohe Ämter in der Regierung, in der Justiz und in der „Politischen Konsultativkonferenz des chinesischen Volkes“, die anfangs als quasi-parlamentarisches Staatsorgan betrachtet wurde.
Schon bald nach der Staatsgründung der Volksrepublik China machten die staatlichen Repressionen nicht vor den „Acht demokratischen Parteien und Gruppen“ halt. Ein hoher Prozentsatz ihrer Mitglieder wurde als „Rechtsabweichler“ verfolgt. 1958 erklärten die Parteiführer der acht Vereinigungen auf einer gemeinsamen Kundgebung vor dem Tor des Himmlischen Friedens ihre uneingeschränkte Gefolgschaft gegenüber der führenden Kommunistischen Partei Chinas.
Dank dieser Unterwerfungsgeste blieben die acht Organisationen zwischen 1958 und 1966 relativ unbehelligt. Mit dem Ausbruch der Kulturrevolution kam ihre gesamte Parteiarbeit zum Erliegen. Ab 1978 wurden ihre Funktionäre rehabilitiert, konnten ihre  politische Arbeit wieder aufnehmen und erhielten Funktionen in Staatsorganen.

## Beziehung zur Kommunistischen Partei
Seit Staatsgründung der Volksrepublik China im Jahr 1949 erkennen die acht Parteien und Gruppen die Kommunistische Partei Chinas in ihrer Führungsrolle an. Institutionell gehören die KP und die Minoritätenparteien zur „Einheitsfront“, die wiederum den Kern des Staatsorgans „Politische Konsultativkonferenz des chinesischen Volkes“ darstellt. Den Kleinparteien wurde hierbei lediglich ein Konsultativstatus zugebilligt. Die von der KP abhängigen Parteien werden zudem von ihr kontrolliert.

## Organisation und Ziele
Demokratischer Zentralismus als Strukturvorgabe und die Orientierung an der aktuellen Ideologie sind bei allen Minoritätenparteien wiederkehrende Bekenntnisse. Der Verzicht auf Wettbewerb unter den „Acht demokratischen Parteien und Gruppen“ bringt auch das Phänomen mit sich, dass Mehrfachmitgliedschaften untereinander und mit der Kommunistischen Partei möglich sind. Gleichfalls verzichten die Organisationen auf die Rolle der Opposition. Gleichwohl ist das Mitgliederwachstum seit 1983 signifikant.
Die „Acht demokratischen Parteien und Gruppen“ werden durch Mitgliederbeiträge und staatliche Subventionen finanziert.

## Politische Bedeutung
Anders als in der Politischen Konsultativkonferenz des chinesischen Volkes werden den kleineren Parteien in den Volkskongressen keine festen Kontingente an Delegierten zugewiesen. Der Proporz der Parteien im Nationalen Volkskongress schwankt entsprechend den Wahlergebnissen.
Eine weitere Aufgabe fällt den kleineren Parteien bei Kontakten zum Ausland, zu Wirtschaftskreisen und zu Spezialisten in Wissenschaft und Technik zu.
Da die politische Führung der Volksrepublik China ihren Staat als „Demokratie“ und „Mehrparteienstaat“ bezeichnet, ist die Existenz der acht Minoritätenparteien als Imagegewinn und Legitimation zu werten, selbst wenn diese nur über eine geringe Macht verfügen. Dies zeigt das Beispiel von Wan Gang, des Parteichefs der Zhi-Gong-Partei Chinas, dessen Position als Forschungsminister von einigen ausländischen Beobachtern als Beweis für einen wachsenden Pluralismus in der Volksrepublik China gewertet wird.